# Lovers in Japan
Lovers In Japan est une chanson du groupe britannique Coldplay extraite de leur album Viva la Vida or Death and All His Friends. C'est la cinquième piste de l'album. Elle est sortie en single en novembre 2008.